# Boca de Huérgano
Boca de Huérgano – miejscowość i gmina w Hiszpanii, w prowincji León, w Kastylii i León, o powierzchni 291,84 km². W 2011 roku gmina liczyła 519 mieszkańców.
W miejscowości Boca de Huérgano urodziła się Dora del Hoyo.